# Гарцман Аркадій Семенович
Аркадій Семенович Гарцман (1 травня 1947, Київ — 23 червня 2022, Київ) — радянський та український поет, сценарист і актор, автор текстів пісень, інженер.

## Біографія
Народився 1 травня 1947 року в Києві. Працював слюсарем на заводі, потім інженером у автобусному парку. Коли наприкінці 1980-х років на Київській кіностудії йшла робота над мультфільмом «Острів скарбів», Гарцман написав кілька текстів пісень та надіслав їх режисеру Давиду Черкаському. В результаті композитор Володимир Бистряков написав музику на його вірші, і ці пісні увійшли до мультфільму, а самому Гарцманові відкрилася дорога до мистецтва.
Аркадій Гарцман разом із Робертом Віккерсом у 1990 році заснували гумористичну газету «Блин» у Києві. Аркадій Семенович протягом усього існування видання (з 1990 по 1998 рік) обіймав посаду заступника головного редактора. Інтерв'ю А. С. Гарцмана з діячами культури окрім газети «Блин» публікувалися також у популярній газеті «Дзеркало тижня».
Як автор текстів пісень співпрацював з такими композиторами, як Володимир Бистряков, Катерина Семенова, Олександр Жилінський та ін. Ці пісні входять до репертуару відомих естрадних виконавців, серед яких Алла Пугачова, Софія Ротару, Микола Караченцов, Андрій Анкудінов, Євген Паперний, Таїсія Повалій, Вєрка Сердючка. Як актор відомий ролями інтенданта Воробйова в серіалі «Ліквідація», письменника Ісаака Бабеля в серіалі «Утьосов» і ряді інших серіалів.
Помер у Києві 23 червня 2022 року, на 76-му році життя, про що повідомила його дочка Вікторія Аронова на його офіційній сторінці у соціальній мережі Facebook.

## Фільмографія

### Автор текстів пісень
- 1988 — «Острів скарбів»
- 1991 — «Казус імпровізус»
- 1991 — «Круїз»
- 1992 — «Їхати — значить їхати …»
- 1997 — «Хіпінеада, або Острів кохання»
- 2003 — «За двома зайцями»
- 2007 — «Я рахую: раз, два, три, чотири, п'ять …»
- 2009 — «Індійське кіно»
- 2010 — «Чоловік моєї вдови»
- 2014 — «Аліса в Країні чудес»

### Сценарист
- 2005 — Сорочинський ярмарок (музичний фільм), у співавторстві з Ігорем Шубом
- 2005 — Королева бензоколонки 2, у співавторстві з Ігорем Шубом
- 2006 — Танго кохання[6], у співавторстві з Ігорем Шубом
- 2008 — Сила тяжіння (серіал)
- 2009 — Індійське кіно,  у співавторстві з Ігорем Шубом
- 2010 — Попелюшка з прицепом (серіал)
- 2010 — Непрухи (серіал)
- 2010—2011 — Маруся (3 сезони)
- 2011 — Джамайка (серіал)
- 2014 — Джамайка 2 (серіал)
- 2014 —  Сашка (серіал)
- 2015 — Дворняжка Ляля (серіал)
- 2015 — Клан ювелірів (серіал)
- 2016 — Райське місце (серіал)
- 2018 — Обручка з рубіном (серіал)

### Актор
- 2003 — Повернення Мухтара (7 сезонів) — власник похоронного бюро; концертний адміністратор; філателіст; редактор таблоїда та інші ролі
- 2006 — Утьосов. Пісня довжиною в життя[7] — Ісаак Бабель
- 2006 — Таємниця Святого Патрика — хтось, що постійно жує в цивільному
- 2007 — Ліквідація — полковник Воробйов, головний інтендант Одеського військового округу

## Вибрані пісні
- «Эй, капитан!» (музика Володимира Бистрякова, виконує Максим Шевцов)
- «Ехать — значит ехать…» (музика Володимира Бистрякова, виконує Микола Караченцов)
- «Юбилей»" (музика Володимира Бистрякова, виконує Микола Караченцов)
- «Занавеска» (музика Володимира Бистрякова, виконує Микола Караченцов)
- «Маленький чёрный полковник» (музика Володимира Бистрякова, виконує Микола Караченцов)
- «Отмороженный» (музика Катерини Семенової, виконує Катерина Семенова)
- «Стой!» (музика Володимира Бистрякова, виконує Катерина Семенова)
- «Валя, Валюшка, Валя…» (музика Володимира Бистрякова, виконує Володимир Бистряков)
- «И я тащусь» (музика Володимира Бистрякова, виконує Таїсія Повалій
- «Наш роман» (музика Володимира Бистрякова, виконує Володимир Бистряков, з фільму «Я рахую: раз, два, три, чотири, п'ять…»)
- «Одноразовая женщина» (музика Володимира Бистрякова, виконує Андрій Анкудінов)
- «Песня о вреде пьянства» (музика Володимира Бистрякова, виконують Олег Шеременко та ансамбль «Фестиваль», з мультфільму «Острів скарбів»)
- «Песня о жадности» (музика Володимира Бистрякова, виконують Олег Шеременко та ансамбль «Фестиваль», з мультфільму «Острів скарбів»)
- «Песня о пользе спорта» (музика Володимира Бистрякова, виконують Олег Шеременко та ансамбль «Фестиваль», з мультфільму «Острів скарбів»)
- «Чернокожая блондинка» (музика Володимира Бистрякова, виконує Євген Паперний)
- «Гулянка» (музика Андрія Данилка, виконує Вєрка Сердючка)
- «Тук-тук-тук» (музика Андрія Данилка, виконує Вєрка Сердючка[8])
- «Осенние цветы» (музика Руслана Квінти, виконує Софія Ротару)